# Belleserre
Belleserre é uma comuna francesa na região administrativa da Occitânia, no departamento de Tarn. Estende-se por uma área de 4.76 km², e possui 160 habitantes, segundo o censo de 2018, com uma densidade de 34 hab/km².